# Exploració de Mart
|  | No s'ha de confondre amb Colonització de Mart. |

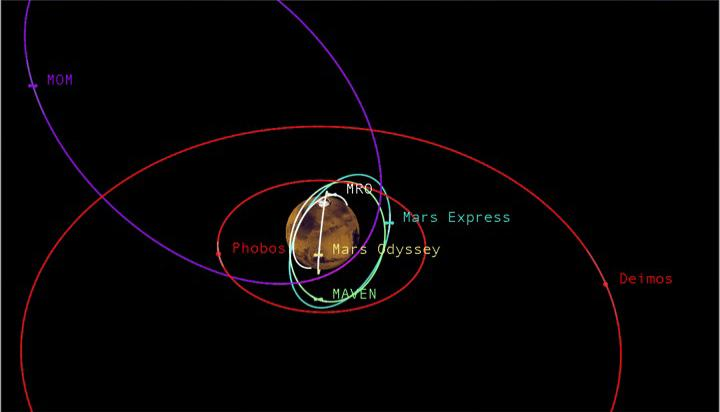
Les òrbites de les llunes i naus espacials en òrbita al voltant de Mart.

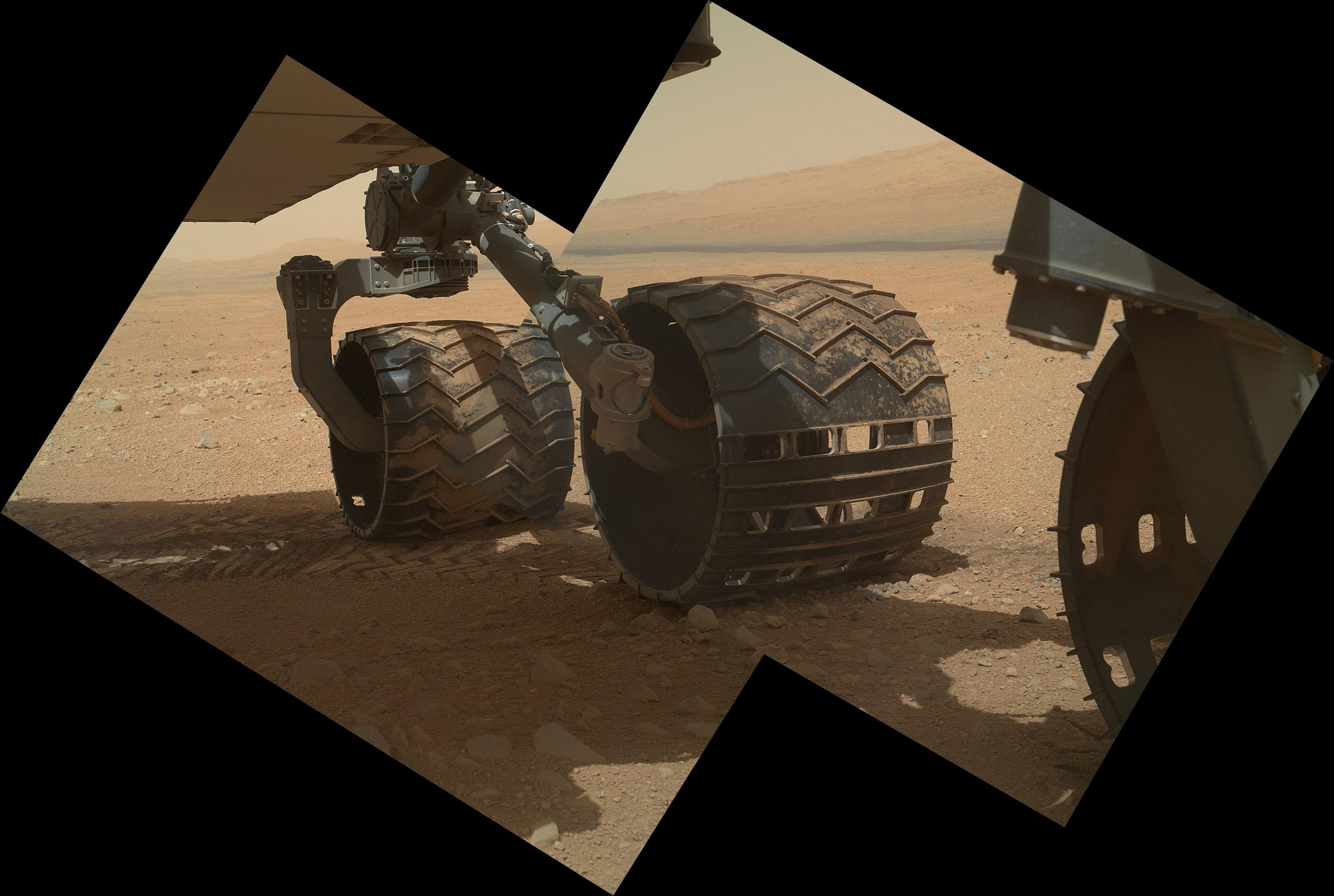
El vehicle explorador Curiosity comprova les seves rodes en el cràter Gale

L'exploració de Mart ha tingut lloc durant centenars d'anys, començant seriosament amb la invenció i el desenvolupament del telescopi a principis del segle xvii. Cada cop amb vistes del planeta vermell més detallades des de la Terra, va inspirar especulacions sobre el seu entorn i la possible vida - fins i tot civilitzacions intel·ligents - que podrien trobar-se allà. Les sondes enviades des de la Terra a partir de finals del segle xx han llançat un increment dramàtic en el coneixement sobre el sistema marcià, centrat principalment en la comprensió de la seva geologia i la potencial habitabilitat.

## Estat actual
Els viatges d'enginyeria interplanetària són molt complicats, per la qual cosa l'exploració de Mart ha experimentat un alt índex de fracàs, sobretot en els primers intents. Aproximadament dos terços de tota la nau espacial amb destinació a Mart van fracassar abans de completar les seves missions, i hi ha algunes naus que va fallar abans de poder començar les seves observacions. Tanmateix, les missions també s'han reunit amb els nivells inesperats d'èxit, com els bessons Mars Exploration Rovers operant per anys més enllà de les seves especificacions originals de la missió.
Des del 24 de setembre de 2014, hi ha dos vehicles exploradors científics sobre la superfície de Mart que emeten senyals a la Terra l'(Oportunity  la missió Mars Exploration Rover, i la missió Curiosity de la missió Mars Science Laboratory), i cinc orbitadors que actualment topografien el planeta: la Mars Odyssey, la Mars Express, la Mars Reconnaissance Orbiter, la Mangalyaan i la MAVEN.
Fins a l'actualitat, encara que s'ha intentat portar mostres de Mart en les diferents missions cap a la Terra. encara no s'ha aconseguit portar-ne. I va haver un intent de portar mostres d'una de les llunes de Mart, Fobos, la (Fobos-Grunt) ha fallat.
El 24 de gener de 2014, La NASA va informar que els estudis actuals sobre el planeta Mart pels vehicles exploradors Curiosity i Opportunity serien els encarregats de cercar evidència de vida antiga, incloent-hi una biosfera basada en microorganismes autòtrofs, quimiotrofs i/o quimiolitoautotròfics, així com l'aigua antiga, incloent-hi ambients fluviolacustres (planes relacionades amb rius o llacs antics) que poden haver estat habitables. La recerca d'evidència d'habitabilitat, tafonomia (relacionat amb els fòssils) i el carboni orgànic al planeta Mart és ara un objectiu principal de la NASA.

## Sistema marcià
Mart ha estat durant molt de temps objecte de fascinació humana. Les primeres observacions telescòpiques van revelar canvis de color a la superfície que es van atribuir inicialment a la vegetació de temporada, així com característiques lineals aparents que van ser atribuïts a un disseny intel·ligent. Aquestes interpretacions primerenques i errònies van provocar interès públic generalitzat a Mart. Noves observacions telescòpiques van trobar dues llunes de Mart, Fobos i Deimos, els casquets polars i la característica ara coneguda com l'Olympus Mons, que és la muntanya més alta del sistema solar. Aquests descobriments va picar més interès en l'estudi i l'exploració del planeta vermell. Mart és un planeta rocós, com la Terra, que es va formar en la mateixa època, però amb només la meitat del diàmetre de la Terra, i una atmosfera molt més prima, té una superfície freda i desèrtica. És notable, però, que encara que el planeta té només una quarta part de la superfície de la Terra, que té aproximadament la mateixa superfície, ja que només una quarta part de la superfície de la Terra és terra.
Una manera de classificar la superfície de Mart és de trenta "quadrangles", amb cada quadrangle anomenat per una característica fisiogràfica destacada dins d'aquest quadrangle.

## Finestres de llançament

Llançaments de naus espacials i la distància de Mart de la Terra en milions de quilòmetres

Les finestres de llançament de mínima energia per a una expedició marciana es produeixen a intervals d'aproximadament dos anys i dos mesos, és a dir, 780 dies (període sinòdic del planeta pel que fa a la Terra). A més, la transferència d'energia més baixa disponible varia en un cicle d'aproximadament 16 anys. Per exemple, hi va haver un mínim de finestres de llançament en el 1969 i 1971, arribant a un màxim a finals de 1970, i disminuint un altre cop el 1986 i 1988.
| Any  | Llançament                  | Naus espacials (llançats o en projecte)                                                        |
| ---- | --------------------------- | ---------------------------------------------------------------------------------------------- |
| 2013 | Novembre 2013               | MAVEN, Mars Orbiter Mission                                                                    |
| 2016 | Gener 2016 – Abril 2016     | ExoMars TGO                                                                                    |
| 2018 | Abril 2018 – Maig 2018      | InSight                                                                                        |
| 2020 | Juliol 2020 – Setembre 2020 | Orbitador Mars Hope, Orbitador, mòdul d'aterratge i astromòbil Tianwen-1, astromòbil Mars 2020 |
| 2028 | desembre 2028 - gener 2029  | Rosalind Franklin rover,                                                                       |

## Mapa d'imatge dels desembarcaments de Mart
El següent mapa d'imatges del planeta Mart ha incorporat enllaços a pàgines d'articles sobre les característiques geogràfiques, a més dels llocs assenyalats pel Rover i el Lander. El nord està a la part superior; les elevacions: vermell (superior), groc (zero), blau (inferior).

## Descripció general
El següent implica una breu descripció de l'exploració de Mart, orientat cap a orbitadors i sobrevols;vegeu també aterratge a Mart.

### Primeres missions soviètiques

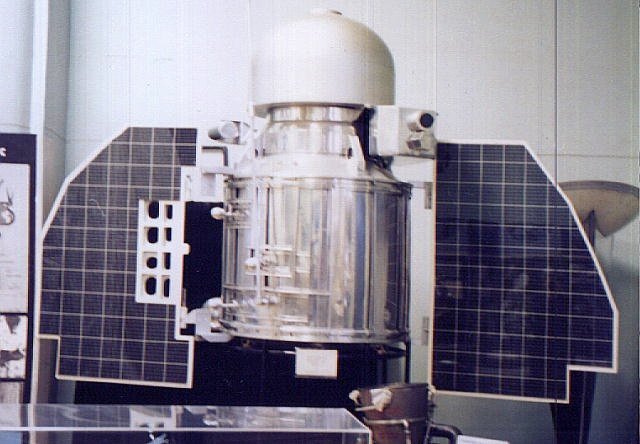
Nau espacial Mars 1M

#### 1960-1969
Entre 1960 i 1969, la Unió Soviètica, va llançar nou sondes destinades a arribar a Mart. Tots ells fallits: tres al llançament; tres no van aconseguir arribar a l'òrbita propera a la Terra; un durant la cremada per posar la nau en la trajectòria transmarciana; i dos durant l'òrbita interplanetària.
Els programes Mars 1M (de vegades anomenat Marsnik, en mitjans occidentals) va ser el primer programa soviètic de nau espacial no tripulada d'exploració interplanetària, que consistia en dues sondes de sobrevol llançades cap a Mart a l'octubre de 1960, la Mars 1960A i la Mars 1960B (també conegut com a Korabl 4 i Korabl 5, respectivament). Després del llançament, les bombes de la tercera etapa de tots dos llançadors eren incapaços de desenvolupar pressió suficient per iniciar l'encesa, de manera que no es va aconseguir l'òrbita d'estacionament de la Terra. La nau va aconseguir una altitud de 120 km abans de reentrada.
La Mars 1962A era una missió de sobrevol a Mart, llançada el 24 d'octubre 1962 i la Mars 1962B era una missió de mòdul d'aterratge, llançada a finals de desembre d'aquest mateix any (1962). Tots dos van fracassar, ja sigui fent-se en mil bocins a mesura que anaven en òrbita terrestre o que en l'etapa superior explotés en òrbita durant la cremada per posar la nau en la trajectòria transmarciana.
La Mars 1 (1962 Beta Nu 1), una nau espacial interplanetària automàtica llançada a Mart l'1 de novembre de 1962, va ser la primera sonda soviètica del programa Mars per aconseguir l'òrbita interplanetària. La Mars 1 tenia la intenció de volar pel planeta a una distància d'uns 11.000 km i captar imatges de la superfície, així com retornar les dades sobre la radiació còsmica, els impactes de micrometeorits i el camp magnètic marcià, entorn de radiació, l'estructura de l'atmosfera, i els possibles compostos orgànics. Es van realitzar seixanta-una transmissions de ràdio, en un principi a intervals de dos dies i posteriorment de 5 dies, dels quals han estat recollits d'una gran quantitat de dades interplanetàries. El 21 de març de 1963, quan la nau estava a una distància de 106.760.000 km de la Terra, en el seu camí a Mart, les comunicacions van cessar a causa d'una fallada del seu sistema d'orientació de l'antena.
El 1964, els dos llançaments de sondes soviètiques, la Zond 1964A el 4 de juny, i la Zond 2, el 30 de novembre, (part del programa Zond), van resultar fallits. La Zond 1964A va tenir una fallada en el llançament, mentre que la comunicació es va perdre amb la Zond 2 en ruta a Mart després d'una maniobra a mitjan camí, a principis de maig de 1965.
El 1969, i com a part del programa de la sonda Mars, la Unió Soviètica preparar dos idèntics orbitadors de 5 tones anomenats M-69, anomenat per la NASA com la Mars 1969A i la Mars 1969B. Les dues sondes es van perdre en les complicacions relacionades amb el llançament del coet Protó; recentment desenvolupat.

#### 1970-1973
L'URSS va pretendre tenir el primer satèl·lit artificial de Mart superant així la planificació dels orbitadors marcians estatunidencs la Mariner 8 i la Mariner 9. Al maig de 1971, un dia després que la Mariner 8 va funcionar malament en el llançament i no va aconseguir arribar a l'òrbita, la Cosmos 419 (Mars 1971c), una pesada sonda del programa soviètic Mars M-71, també va fallar seu llançament. Aquesta nau va ser dissenyada només com un orbitador, Aquesta nau va ser dissenyada com un orbitador només, mentre que les properes dues sondes del projecte M-71, Mars 2 i Mars 3, eren combinacions d'usos múltiples d'un orbitador i un mòdul d'aterratge. Es van posar en marxa amb èxit a mitjans de maig de 1971 i van arribar a Mart uns set mesos després. El 27 de novembre de 1971, el mòdul d'aterratge Mars 2 va fer un aterratge forçós a causa d'un mal funcionament de l'ordinador de bord i es va convertir en el primer objecte fet per l'home en arribar a la superfície marciana. El 2 de desembre de 1971, el mòdul d'aterratge Mars 3 es va convertir en la primera nau espacial en aconseguir un aterratge suau, però la seva transmissió va ser interrompuda després de 14,5 segons.
Els orbitadors Mars 2 i 3 van enviar de tornada un volum relativament gran de dades que abasten el període comprès entre el desembre 1971 a març 1972, encara que les transmissions van continuar fins a l'agost. Pel 22 d'agost de 1972, després d'enviar les dades i un total de 60 fotografies de tornada, el Mars 2 i 3 van concloure les seves missions. Les imatges i les dades van permetre la creació de mapes en relleu de la superfície, i van donar informació sobre la gravetat marciana i els camps magnètics.
El 1973, la Unió Soviètica va enviar quatre sondes més a Mart: els orbitadors Mars 4 i Mars 5 i les combinacions sobrevol/mòdul d'aterratge Mars 6 i Mars 7. Totes les missions excepte el Mars 7 van enviar les dades, i sent el més reeixit amb el Mars 5. El Mars 5 va transmetre 60 imatges abans d'una pèrdua de pressurització en l'allotjament del transmissor acabat la missió. El mòdul d'aterratge Mars 6 va transmetre les dades durant el descens, però va fallar en l'impacte. i el Mars 4 va volar pel planeta a una distància de 2.200 quilòmetres de tornar una franja d'imatges i dades d'ocultació de ràdio, el que va constituir la primera detecció de la ionosfera nocturna a Mart. La sonda Mars 7 es va separar prematurament del vehicle que transportava a causa d'un problema en el funcionament d'un dels sistemes de bord (control d'actitud o retrocoets) i es va perdre el planeta 1.300 km.

### Programa Mariner

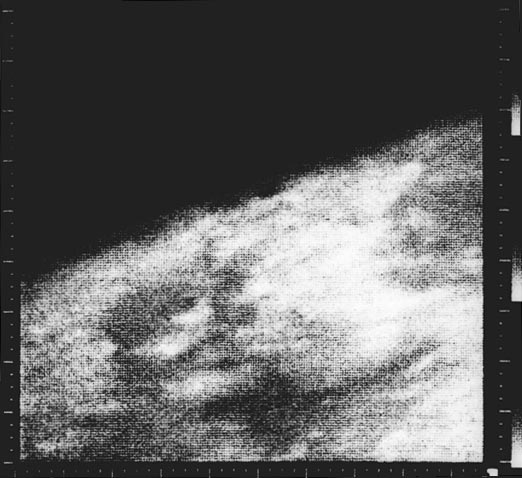
Les primeres imatges en primer pla de Mart preses al 1965 per Mariner 4 mostren una àrea de prop de 330 km a través de 1.200 km de branca en la part inferior del bastidor.

El 1964, la Jet Propulsion Laboratory de la NASA, va fer dos intents d'arribar a Mart. La Mariner 3 i la Mariner 4 eren naus espacials idèntiques dissenyades per dur a terme els primers sobrevols de Mart. La Mariner 3 va ser llançada el 5 de novembre de 1964, però la coberta que contenia la nau espacial sobre del seu coet no va poder obrir correctament, condemnant a la missió. Tres setmanes més tard, el 28 de novembre de 1964, la Mariner 4 va ser llançada amb èxit en un viatge de set mesos i mig al planeta vermell
La Mariner 4 va volar més enllà de Mart, el 14 de juliol de 1965, proporcionant les primeres fotografies en primer pla d'un altre planeta. Les imatges, interpretades gradualment a la Terra des d'una petita gravadora a la sonda, van mostrar cràters d'impacte. Va proporcionar dades radicalment més precises sobre el planeta; una pressió atmosfèrica de superfície d'aproximadament un 1% de la de la Terra i temperatures diürnes es van estimar de -100 °C. Sense camp magnètic o es van dectectar cinturons de radiació marcianes. Les noves dades van significar redissenys per als mòduls d'aterratge marcians planificats en aquell moment i van demostrar que la vida tindria més dificultats per sobreviure allà del previst anteriorment.

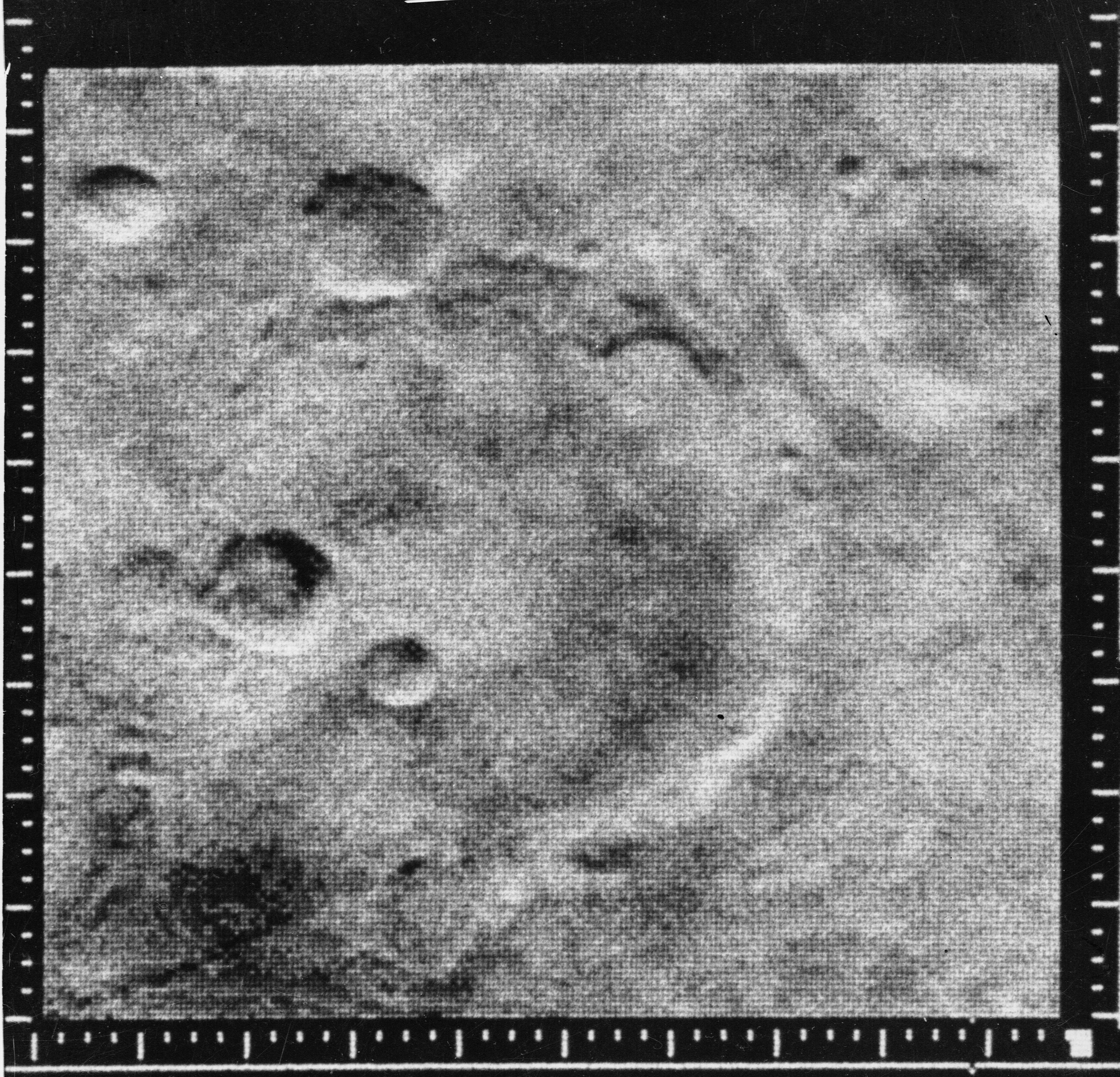
Cràter de la Mariner, com es veu per la Mariner 4. La ubicació està al quadrangle de Phaethontis.

La NASA va continuar el programa Mariner amb un altre parell de sondes per sobrevolar Mart, les Mariner 6 i 7. Van ser enviades a la propera finestra de llançament, i van arribar al planeta el 1969. Durant la següent finestra de llançament del programa Mariner va tornar a patir la pèrdua d'un d'un parell de sondes. La Mariner 9 va entrar amb èxit en òrbita al voltant de Mart, la primera nau espacial en fer-ho, després del fracàs del temps de llançament de la seva nau germana, la Mariner 8. Quan la Mariner 9 va arribar a Mart, el 1971; i dos orbitadors soviètics (Mars 2 i Mars 3, vegeu programa de la sonda de Mart a sota) va trobar que una tempesta de pols en tot el planeta estava en curs. Els controladors de la missió van usar el temps dedicat a l'espera de la tempesta per aclarir tenir la trobada amb la sonda, i la fotografia, Fobos. Quan la tempesta es va aclarir prou per veure la superfície de Mart, la Mariner la va fotografiar, les imatges retornades van representar un avenç substancial en missions anteriors. Aquestes fotos van ser les primeres a oferir proves més detallades que la força de l'aigua líquida en algun moment va poder haver fluid en la superfície planetària. També tal de discernir la veritable naturalesa de les moltes característiques d'albedo marcianes. Per exemple, Nix Olympica va ser un dels pocs elements que es podien veure durant la tempesta de pols planetària, revelant que era la muntanya més alta de tot el sistema solar (per ser exactes, era un volcà), i va ser reclassificat com a Olympus Mons.

### Programa Viking
El Programa Viking va llançar les naus espacials Viking 1 i 2 cap a Mart el 1975. El programa va consistir en dos orbitadors i dos mòduls d'aterratge - aquestes van ser les dues primeres naus espacials que van aterrar i van operar amb èxit a Mart.
| Capvespre marcià sobre Chryse Planitia en el lloc de la Viking 1 (20 d'agost de 1976).Lloc d'aterratge de la Viking 1 (la 1a foto en color, 21 de juliol de 1976).Lloc d'aterratge de la Viking 2 (1a foto en color, 5 de setembre de 1976).Lloc d'aterratge la Viking 2 (25 de setembre de 1977).(Imatge en fals color) Gebre en el lloc de la Viking 2 (18 de maig de 1979). |

Els principals objectius científics de la missió d'aterratge van anar a buscar biosignatures i observar les propietats meteorològiques, sísmiques i magnètiques de Mart. Els resultats dels experiments biològics a bord de les naus Viking no van ser concloents, amb una nova anàlisi de les dades de la Viking publicat el 2012 suggereix senyals de vida microbiana a Mart.
| Erosió d'inundació al cràter Dromore.Illes en forma de llàgrima a Oxia Palus.Illes simplificades a Lunae Palus.Rastrejar els patrons ubicats a Lunae Palus. |

Els orbitadors Viking van revelar que les grans inundacions d'aigua van tallar profundes valls, erosionant solcs a la roca, i van viatjar milers de quilòmetres. Les àrees de fluxos ramificats, a l'hemisferi sud, suggereixen que la pluja hi va caure una vegada.

### Mars Pathfinder

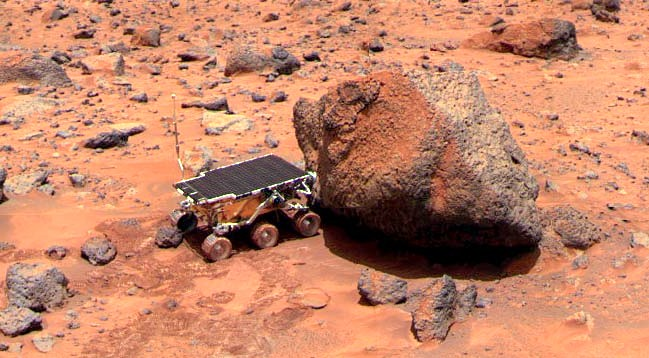
El Sojourner pren els mesuraments de l'espectròmetre de raigs X Alfa Protó de la Yogi Rock.

La Mars Pathfinder va ser una nau espacial estatunidenca que va aterrar una estació base amb una sonda errant a Mart el 4 de juliol de 1997. Consistia en un mòdul d'aterratge i un vehicle explorador robòtic petit amb rodes de 10,6 quilograms anomenat Sojourner, que va ser el primer vehicle explorador que va operar a la superfície de Mart. A més dels objectius científics, la missió de la Mars Pathfinder va ser també una "prova de concepte" per a diverses tecnologies, com un coixí de seguretat com a sistema d'aterratge i l'evitació d'obstacles automatitzat, més tard explotada pels vehicles exploradors Mars Exploration Rovers.

### Mars Global Surveyor

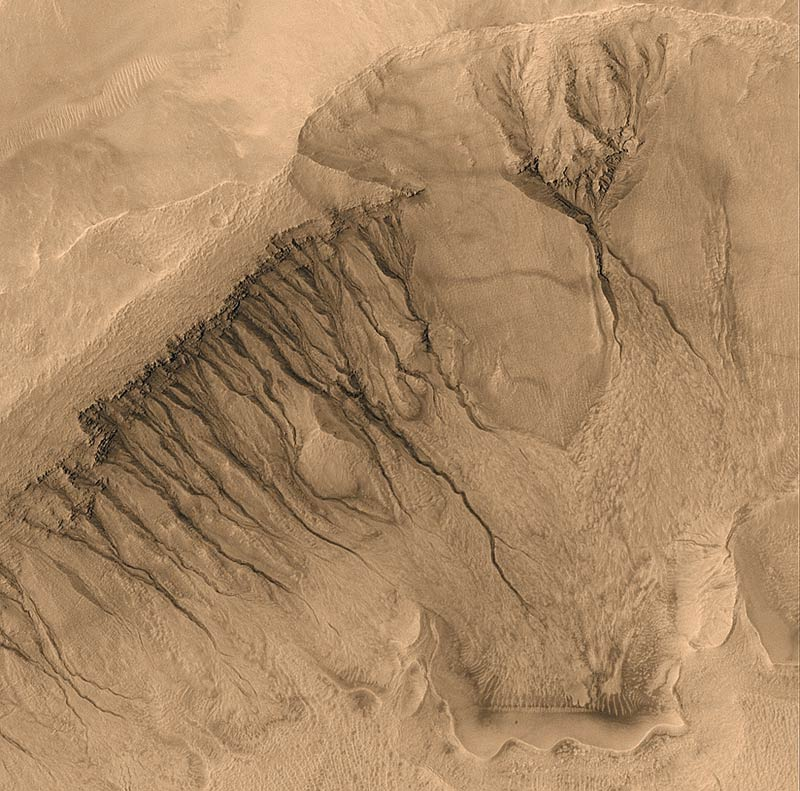
Valls, similars a les que es formen a la Terra, són visibles en aquesta imatge de la Mars Global Surveyor.

Després del fracàs de 1992, de l'orbitador Mars Observer de la NASA, la NASA va ser reestructurada i va llançar la Mars Global Surveyor (MGS). Aquesta missió va ser el primer èxit de la missió dels Estats Units, i la primera missió totalment reeixida en general, al planeta vermell en dues dècades quan va ser llançat el 7 de novembre de 1996, i va entrar en òrbita el 12 de setembre de 1997. Després d'un any i mig de la seva retallada òrbita d'una el·lipse bucle d'una pista circular al voltant del planeta, la nau va començar la seva missió de mapatge principal al març de 1999. Es va observar el planeta des d'una altura baixa, l'òrbita gairebé polar en el transcurs d'un any marcià complet, l'equivalent a gairebé dos anys terrestres. La Mars Global Surveyor va completar la seva missió principal el 31 de gener de 2001, i va completar diverses fases de la missió estesa.
La missió va estudiar la totalitat de la superfície de Mart, l'atmosfera, i l'interior, i va tornar més dades sobre el planeta vermell que totes les missions anteriors a Mart combinades. Les dades han estat arxivades i roman a disposició del públic.

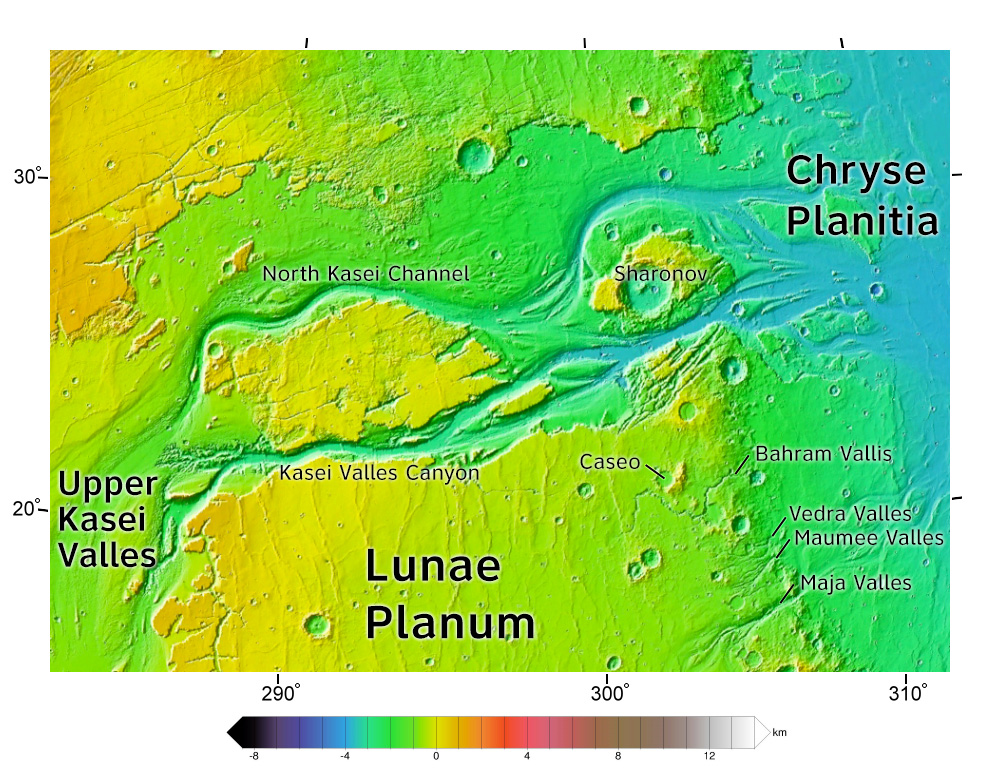
Un mapa d'elevació codi de colors produïda a partir de les dades recollides per la Mars Global Surveyor que indica el resultat de les inundacions a Mart.

Entre les troballes científiques clau, la Global Surveyor va prendre fotografies dels barrancs i les característiques de flux de runa que suggereixen que pot haver fonts de corrent d'aigua líquida, similar a un aqüífer, a o prop de la superfície del planeta. Canals similars a la Terra es formen per corrents d'aigua, però a Mart la temperatura normalment és massa freda i l'atmosfera massa prima per mantenir aigua líquida. Tanmateix, molts científics presumeixen que les aigües subterrànies líquides a vegades pot sorgir a Mart, erosionar barrancs i canals, i la piscina a la part inferior abans de la congelació i evaporació.
Lectures del magnetòmetre van mostrar que el camp magnètic del planeta no es genera a nivell global en el nucli del planeta, però es localitza en àrees específiques de l'escorça. Noves dades de temperatura i les imatges en primer pla de la lluna marciana Fobos, van mostrar que la seva superfície es compon de material en pols almenys d'1 metre de gruix, causada per milions d'anys d'impactes de meteorits. Les dades de l'altímetre làser de la nau, van donar els científics seves primeres vistes en 3-D de la capa de gel polar al nord de Mart.
El novembre de 2006, l'MGS va perdre contacte amb la Terra. La NASA va concloure els esforços per restablir la comunicació el 28 de gener de 2007.

### Mars Odyssey i Mars Express
El 2001, l'orbitador Mars Odyssey de la NASA, va arribar a Mart. La seva missió és utilitzar espectròmetres i càmeres a la caça d'evidències d'aigua i activitat volcànica en el passat o present a Mart. El 2002, es va anunciar que l'espectròmetre de raigs gamma i l'espectròmetre de neutrons de la sonda havia detectat grans quantitats d'hidrogen, la qual cosa indica que hi ha grans dipòsits de gel d'aigua.
El 2 de juny de 2003, la Mars Express de l'Agència Espacial Europea va partir des del cosmòdrom de Baikonur cap a Mart. La nau Mars Express consisteix en la Mars Express Orbiter i el mòdul d'aterratge Beagle 2. Tot i que la sonda d'aterratge no va ser dissenyada per moure, porta un dispositiu d'excavació i un espectròmetre de masses més petit creat fins a la data, així com una àmplia gamma d'altres dispositius, en un braç robòtic per tal d'analitzar amb precisió el sòl sota la superfície polsegosa.
L'orbitador va entrar en l'òrbita de Mart el 25 de desembre de 2003, i el Beagle 2 va entrar en l'atmosfera de Mart el mateix dia. No obstant això, els intents de posar-se en contacte amb el mòdul d'aterratge va fallar. Els intents de comunicació van continuar al llarg de gener, però el Beagle 2 va ser declarat perdut a mitjans de febrer, i una investigació conjunta va ser encapçalada pel Regne Unit i l'ESA. L'Express Mars Orbiter va confirmar la presència de gel d'aigua i diòxid de carboni de gel al pol sud del planeta, mentre que la NASA havia confirmat prèviament la presència en el pol Nord de Mart.

### MER i Phoenix

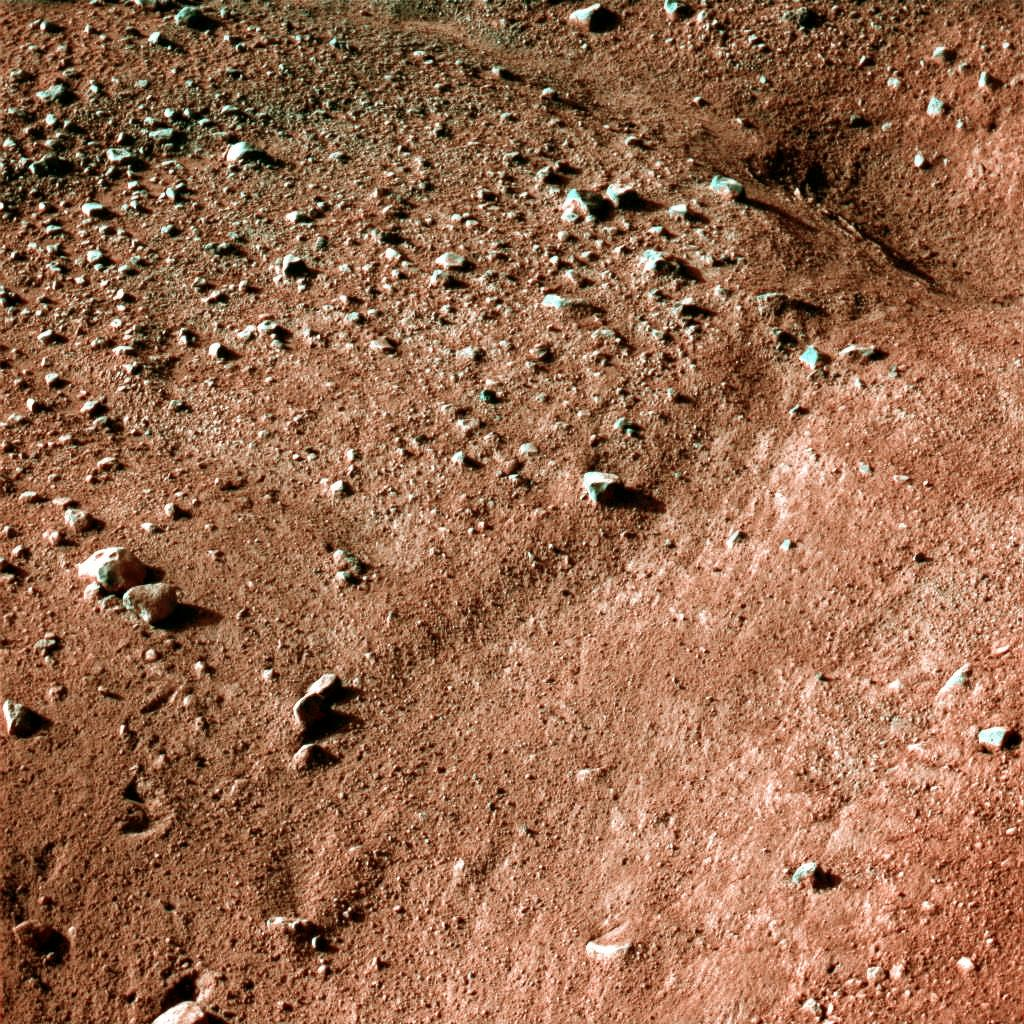
Superfície de l'Àrtida marciana vista per la sonda Phoenix

La missió Mars Exploration Rover (MER) de la NASA és una missió espacial robòtica en curs que involucra dos vehicles exploradors, l'exploració del planeta Mart l'Spirit (1) i l'Oportunity (2). Es va iniciar el 2003 amb l'enviament de la dos vehicles exploradors (MER-A Spirit i MER-B Opportunity) per explorar la superfície de Mart i la geologia.
L'objectiu científic de la missió era buscar i caracteritzar una àmplia varietat de roques i sòls que contenen pistes sobre l'activitat d'aigua en el passat de Mart. La missió forma part del Programa d'Exploració de Mart de la NASA, que inclou tres mòduls d'aterratge reeixides anteriors: els dos mòduls d'aterratge del programa Viking el 1976 i la sonda Mars Pathfinder el 1997.

### Mars Reconnaissance Orbiter
La Mars Reconnaissance Orbiter és una nau espacial polivalent dissenyada per dur a terme el reconeixement i l'exploració de Mart des de l'òrbita. Els 720 milions de dòlars nau va ser construïda per Lockheed Martin, sota la supervisió de la Jet Propulsion Laboratory, llançada el 12 d'agost de 2005, i va aconseguir l'òrbita marciana el 10 de març de 2006.
El l'MRO conté una sèrie d'instruments científics com la càmera HiRISE, la càmera CTX, CRISM, i Sharad. La càmera HiRISE s'utilitza per analitzar formes de relleu de Mart, mentre que el CRISM i el Sharad poden detectar aigua, gel i minerals en i per sota de la superfície. A més, l'MRO està aplanant el camí perquè les properes generacions de la nau espacial a través d'un seguiment diari de clima i condicions de la superfície de Mart, a la recerca de llocs d'aterratge futures, i provar un nou sistema de telecomunicacions que li permeten enviar i rebre informació a una velocitat de bits sense precedents, en comparació amb l'anterior nau espacial Mars. La transferència de dades cap i des de la nau espacial es produeix més ràpida que totes les missions interplanetàries anteriors junts i li permet servir com un satèl·lit de retransmissió important per a altres missions.

### Rosetta i Dawn swingbys
La missió de la sonda espacial Rosetta de l'ESA al cometa 67P/Txuriúmov-Herassimenko va volar a menys de 250 km de Mart, el 25 de febrer de 2007 a una assistència gravitatòria dissenyada per frenar i reorientar la nau espacial.
La nau espacial de la NASA Dawn també va utilitzar la gravetat de Mart per canviar de direcció i velocitat, i va fer una mica de ciència juntament amb les moltes sondes que ja hi són. Dawn va passar al planeta vermell al febrer de 2009.

### Fobos-Grunt
El 8 novembre 2011, la Roscosmos de Rússia va llançar una ambiciosa missió anomenada Fobos-Grunt. Va ser un mòdul d'aterratge que va tenir com a objectiu recuperar una mostra de tornada a la Terra des de la lluna de Mart, Fobos, i col·locar la sonda xinesa Yinghuo-1 a l'òrbita de Mart. La missió Fobos-Grunt va patir una fallada de control i comunicacions completa poc després del llançament i es va quedar encallat a l'òrbita baixa de la Terra, després de caure a la Terra. El satèl·lit Yinghuo-1 i la Fobos-Grunt es van sotmetre a un destructiu reingrés el 15 de gener de 2012, i finalment es van desintegrar sobre l'Oceà Pacífic.

### Vehicle exploradorCuriosity

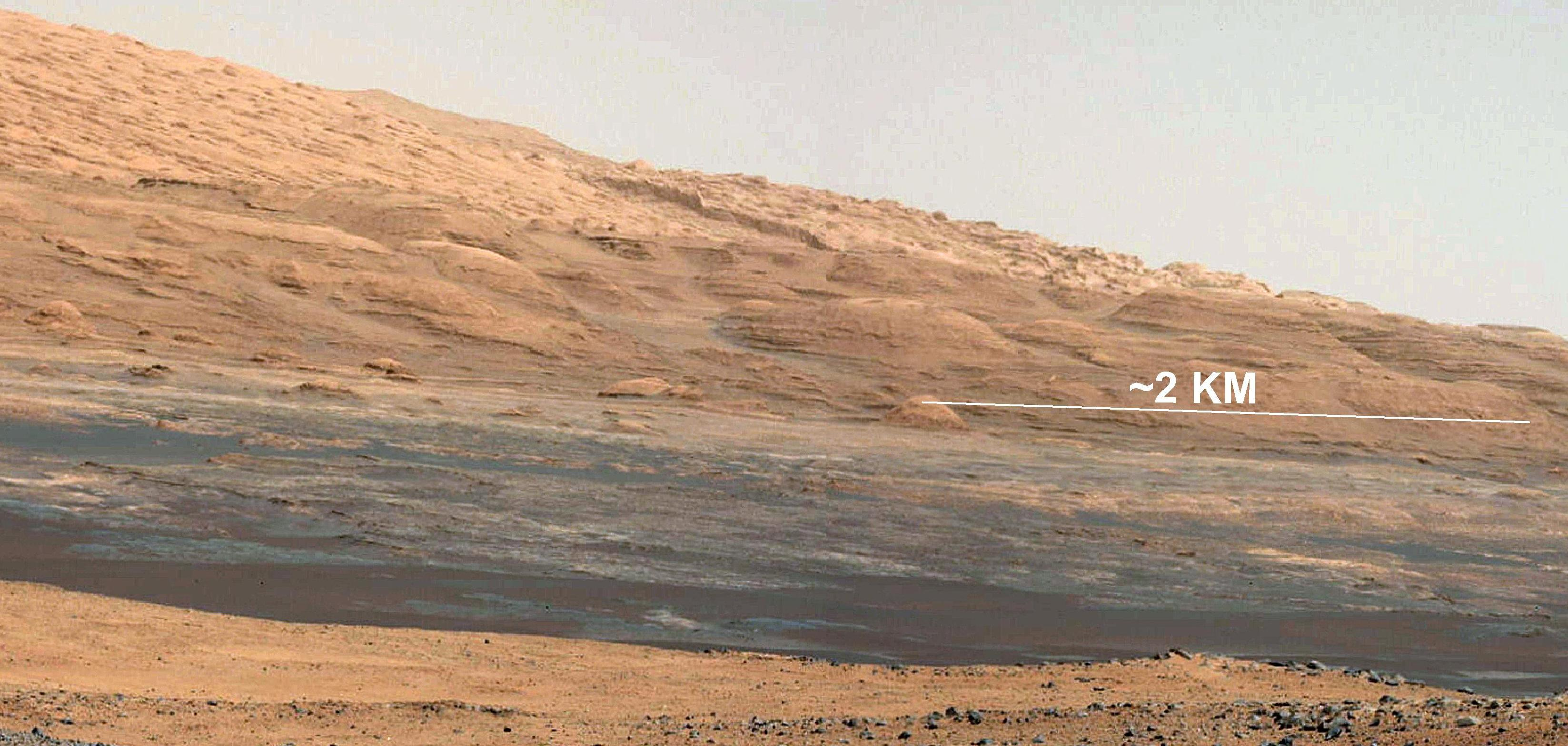
Punt de vista de la Curiosity d'Aeolis Mons ("Mont Sharp") al peu del 9 d'agost de 2012 EDT (imatge balancejada blanca).

La missió Mars Science Laboratory de la NASA amb el seu vehicle explorador anomenat Curiosity, va ser llançat el 26 novembre 2011. El vehicle explorador porta instruments dissenyats per buscar condicions passades o presents relacionades amb l'habitabilitat passada o present de Mart. El vehicle explorador Curiosity va aterrar a Mart a Aeolis Palus del cràter Gale, entre Peace Vallis i Aeolis Mons (informalment conegut com el Mont afilat), al 6 d'agost de 2012 a les 05:14:39 UTC. Les coordenades del lloc d'aterratge (anomenada «Bradbury Landing") són: (4° 35′ 22″ S, 137° 26′ 30″ E / 4.5895°S,137.4417°E)

### MAVEN
La MAVEN de la NASA és una missió orbital per estudiar l'atmosfera de Mart. També servirà com un satèl·lit de retransmissió de comunicacions per a les sondes robòtiques i vehicles exploradors en la superfície de Mart. La MAVEN va ser llançada 18 novembre 2013 i va arribar a Mart el 22 de setembre del 2014.

### Mars Orbiter Mission
La Mars Orbiter Mission, també anomenada Mangalyaan, va ser llançada el 5 de novembre de 2013, per l'Indian Space Research Organisation (ISRO). Va entrar de forma reeixida en òrbita marciana el 24 de setembre de 2014. La missió és un demostrador de tecnologia, i com a objectiu secundari, també estudiarà l'atmosfera marciana. Aquesta és la primera missió de l'Índia a Mart, i amb ella, la ISRO es va convertir en la quarta agència espacial en arribar amb èxit a Mart després de la Unió Soviètica, NASA (EUA) i ESA (Europa). També va fer l'Índia el primer país a aconseguir l'òrbita a Mart en el seu primer intent i també el primer país asiàtic en enviar correctament un orbitador de Mart. Va ser completat en un baix pressupost rècord de 71 milions de dòlars. Va entrar de forma reeixida en òrbita marciana el 24 de setembre de 2014. La missió és un demostrador de tecnologia, i com a objectiu secundari, també estudiarà l'atmosfera marciana. Aquesta és la primera missió de l'Índia a Mart, i amb ella, la ISRO es va convertir en la quarta agència espacial per arribar amb èxit a Mart després de la Unió Soviètica, NASA (EUA) i ESA (Europa). També va fer l'Índia el primer país a aconseguir l'òrbita a Mart en el seu primer intent i també el primer país asiàtic en enviar correctament un orbitador de Mart. Va ser completat en un baix pressupost rècord de 71 milions de dòlars, de manera que és la missió a Mart menys costosa fins a la data.

### Trace Gas Orbiter i EDM
El ExoMars Trace Gas Orbiter és un orbitador de recerca atmosfèrica fabricat en col·laboració entre l'ESA i Roscosmos. Va ser injectat a l'òrbita de Mart el 19 d'octubre de 2016 per obtenir una millor comprensió del metà (CH
4) i altres gasos presents en l'atmosfera marciana que podrien ser evidències d'una possible activitat biològica o geològica. El Schiaparelli EDM lander es va destruir en intentar aterrar a la superfície de Mart.

### InSightiMarCO
L'agost del 2012, la NASA va seleccionar InSight, una missió de mòdul de descens de 425 milions de dòlars amb una sonda de flux de calor i un sismòmetre per determinar l'estructura interior profunda de Mart. Dos CubeSats per realitzar sobrevols anomenats MarCO es van llançar amb la InSight el 5 de maig de 2018 per proporcionar telemetria en temps real durant l'entrada i l'aterratge. Els CubeSats van ser separats del coet Atlas V unes 1,5 hores després del llançament i van recórrer les seves pròpies trajectòries a Mart. InSight va aterrar amb èxit a Mart el 26 de novembre de 2018.

### Hope
Els Emirats Àrabs Units van llançar la Hope Mars Mission, el juliol de 2020, amb el propulsor japonès H-IIA. Es va col·locar amb èxit en òrbita el 9 de febrer de 2021. Està estudiant l'atmosfera i el clima marcià.

### Tianwen-1
Tianwen-1 és una missió xinesa, llançada el 23 de juliol de 2020. Inclou un orbitador, un mòdul d'aterratge i un petit astromòbil. L'orbitador es va col·locar en òrbita el 10 de febrer de 2021. El 15 de maig de 2021 aterra a la planura de l'hemisferi nord anomenada Utopia Planitia el mòdul d'aterratge i el ròver Zhurong, a principis de juny es fan públiques les primeres imatges des de la superfície marciana.

### Mars 2020

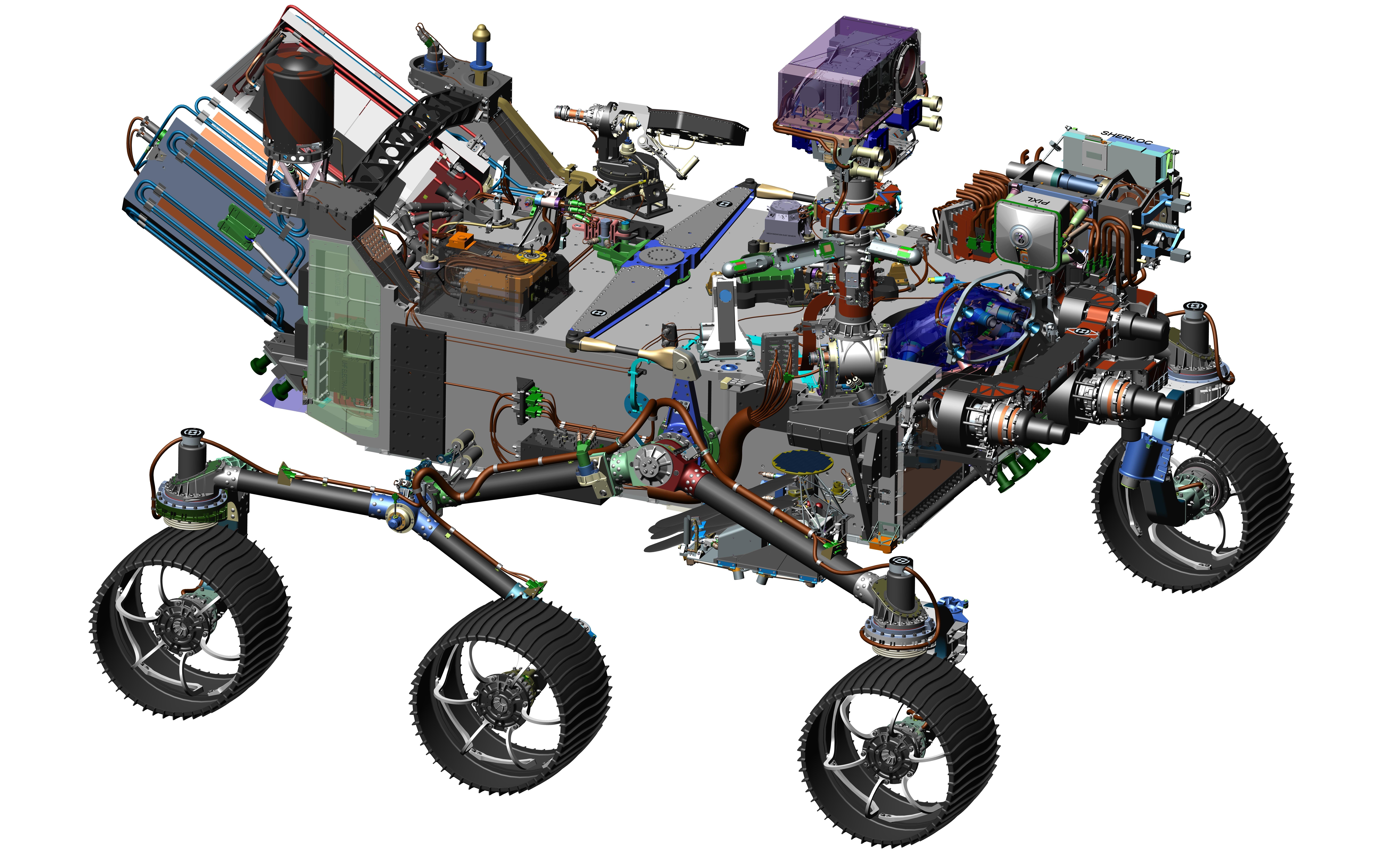
Dibuix de disseny per computadora per a l'astromòbil de la NASA Perseverance.

La missió Mars 2020 de la NASA es va llançar el 30 de juliol de 2020 amb un coet Atlas V de la United Launch Alliance des de Cap Canaveral. Es basa en el disseny del Mars Science Laboratory. La càrrega útil científica se centra en l'astrobiologia. Inclou l'astromòbil Perseverance i el Mars Helicopter Ingenuity. A diferència dels astromòbils més antics que depenien de l'energia solar, la Perseverance funciona amb energia nuclear per sobreviure més temps que els seus predecessors en aquest entorn dur i polsegós. L'astromòbil de mida d'un cotxe pesa aproximadament 1 tona, amb un braç robòtic que arriba als 7 peus, càmeres amb zoom, un analitzador químic i un trepant de roca.
Després de recórrer 293 milions de milles per arribar a Mart durant més de sis mesos, la Perseverance va aterrar amb èxit el 18 de febrer de 2021. La seva missió inicial està fixada com a mínim per un any marcià, o 687 dies terrestres. Cercarà signes de vida antiga i explorarà la superfície del planeta vermell.

## Futures missions
- EscaPADE (Escape and Plasma Acceleration and Dynamics Explorers) de la Universitat de Califòrnia a Berkeley, és una missió planificada de l'òrbita de la NASA amb dues naus espacials per estudiar l'estructura, la composició, la variabilitat i la dinàmica dels processos de fugida de la magnetosfera i de l’atmosfera de Mart.[63] Els orbitadors EscaPADE havien d'haver estat llançats el 2022 com a càrregues útils secundàries de les missions Psyche i Janus, però ara seran llançades en un vol independent de cap altra missió.[64] Està previst que la missió es llanci a l'espai el 2025 o el 2026, amb arribada prevista a Mart pel setembre de 2027[65]
- L'ISRO de l'Índia té previst enviar una missió de seguiment a la seva Mars Orbiter Mission el 2026; s'anomena Mars Lander Mission i consistirà en un orbitador i un mòdul de descens[66]
- Com a part del programa ExoMars, l'ESA i l'Agència Espacial Federal Russa tenien previst enviar l'astromòbil Rosalind Franklin el 2022 a la recerca d'evidències de vida microscòpica passada o present a Mart.[67] Aquesta missió va ser posposada de forma indefinida com a resultat de la invasió russa d'Ucraïna.[68] El 2024, l'ESA va decidir continuar la missió en solitari i per això va assignar fons addicionals a la missió que ara té previst el seu llançament el 2028.[69]

## Propostes
- El concepte MetNet russo-finesa seria utilitzar diverses petites estacions meteorològiques a Mart per establir una xarxa d'observació generalitzada per investigar l'estructura atmosfèrica, la física i la meteorologia del planeta.[70] El precursor MetNet o demostrador va ser considerat per a un llançament pel damunt de Fobos-Grunt,[71] i en els dos casos la nau espacial ExoMars és planificada pel 2016 i pel 2020.[70]
- El Mart-Grunt és un concepte de la missió russa per portar una mostra de sòl marcià a la Terra.[72]
- Un equip de l'ESA-NASA va produir un concepte d'arquitectura de tres llançaments per a un retorn de mostres de Mart, que utilitza un rover per emmagatzemar mostres petites, una etapa d'ascens de Mart per enviar-la a òrbita i un orbitador per trobar-se amb ella per sobre de Mart i portar-la a la Terra.[73] La propulsió solar-elèctrica podria permetre un retorn d'una mostra de llançament en lloc de tres.[74]
- L'SCIM del Programa Mars Scout implicaria una sonda que fregaria l'atmosfera superior de Mart per recollir pols i aire per tornar a la Terra.[75]
- JAXA del Japó està treballant en un concepte de missió anomenat MELOS rover que buscaria les biosignatures de la vida existent a Mart.[76]

Altres conceptes de futures missions inclouen noves sondes polars, avions marcians i una xarxa de petites estacions meteorològiques. Les àrees d'estudi a llarg termini poden incloure tubs de lava marcians, utilització de recursos i càrrega elèctrica en estacions de roques espacials. Les micromissions són una altra possibilitat, amb una petita nau espacial en un coet Ariane 5 i l'ús d'una gravetat lunar ajudarà a arribar a Mart.

## Missions anteriors i actuals
A partir de 1960 els soviètics van llançar una sèrie de sondes a Mart. El primer èxit de sobrevol de Mart va ser el 14-15 de juliol de 1965, per la Mariner 4, de la NASA. El 14 de novembre de 1971, la Mariner 9 es va convertir en la primera sonda espacial en orbitar un altre planeta quan va entrar en òrbita al voltant de Mart. La quantitat de dades retornades per sondes va augmentar dramàticament a mesura que la tecnologia s'ha millorat.
El primer a posar-se en contacte amb la superfície eren dues sondes soviètiques: el mòdul d'aterratge Mars 2, el 27 de novembre i el mòdul d'aterratge Mars 3, el 2 de desembre de 1971 — el Mars 2 van fallar durant el descens i el Mars 3 uns vint segons després de l'aterratge. La Mars 6 va fracassar durant el descens, però ho va fer de retorn algunes dades atmosfèriques corrompudes el 1974. El 1975 la NASA llança el programa Viking que va consistir en dos orbitadors, cadascun amb un mòdul d'aterratge que va tocar amb èxit el 1976. La Viking 1 es va mantenir operativa durant sis anys i la Viking 2 durant tres anys. Les sondes Viking van retransmetre les primeres vistes panoràmiques de color de Mart i els orbitadors Viking van cartografiar la superfície tan bé que les imatges resten en ús avui en dia.
Les sondes soviètiques Phobos 1 i 2 van ser enviats a Mart el 1988 per estudiar Mart i les seves dues llunes, amb un enfocament a Fobos. La Phobos 1 va perdre el contacte en el camí a Mart. La Phobos 2, mentre fotografiava amb èxit Mart i Fobos, va fracassar abans que fos llest per llançar dues sondes a la superfície de Fobos.
Aproximadament el 60 per cent de totes les naus espacials amb destinació a Mart han fracassat sense completar les seves missions, i té una reputació com a objectiu l'exploració espacial difícil. Les Missions que va acabar prematurament després de la Phobos 1 i 2 (1988) inclouen la Mars Observer (Llançada el 1992), la Mars 96 (1996), la Mars Climate Orbiter (1999), la Mars Polar Lander amb la Deep Space 2 (1999), Nozomi (nau espacial) Nozomi (2003), Beagle 2 (2003), i Fobos-Grunt amb Yinghuo-1 (2011). (Veure en la secció Sondeig de dificultats)
Després del fracàs de la nau Mars Observer el 1993, la Mars Global Surveyor de la NASA, va arribar l'òrbita de Mart el 1997. Aquesta missió va ser un èxit total, després d'haver acabat la seva missió de mapatge primari a principis de 2001. Es va perdre el contacte amb la sonda el novembre de 2006, durant el seu tercer programa ampliat, passant exactament 10 anys d'operació en l'espai. La Mars Pathfinder de la NASA, va portar un vehicle d'exploració robòtic Sojourner i va aterrar a l'Ares Vallis a Mart a l'estiu de 1997, tornant moltes imatges.
La Phoenix va aterrar a la regió polar nord de Mart el 25 de maig de 2008. El seu braç robòtic va excavar en el sòl marcià i la presència d'aigua glaçada va ser confirmada el 20 de juny de 2008. La missió va concloure el 10 de novembre de 2008 després es va perdre el contacte. El 2008, el preu del transport de material de la superfície terrestre a la superfície marciana va ser d'aproximadament d'uns 309.000 dòlars americans per kg.
La Rosetta va estar a 250 km de Mart durant el seu sobrevol de 2007. La Dawn va volar per Mart el febrer de 2009 per a una assistència gravitatòria en camí per investigar a Vesta i Ceres.

### Missions recents

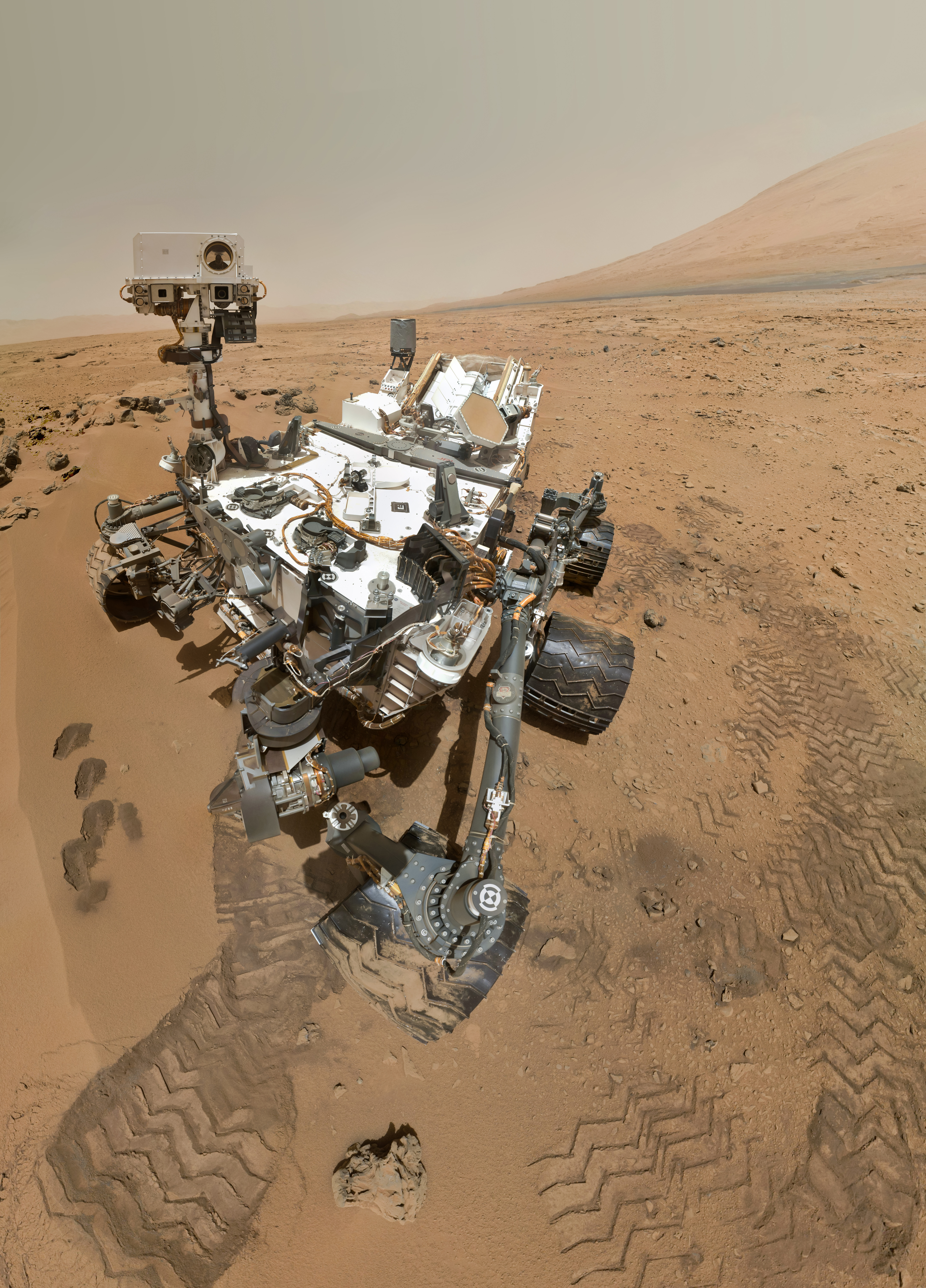
Autoretrat del Curiosity al planeta Mart a "Rocknest"(31 d'octubre de 2012).

L'orbitador Mars Odyssey de la NASA va entrar en l'òrbita de Mart en el 2001. L'espectròmetre de raigs gamma de l'Odyssey va detectar quantitats significatives d'hidrogen en el metre superior o menys de regolit de Mart. Aquest hidrogen es creu que està contingut en grans dipòsits d'aigua congelada.
La missió Mars Express de l'Agència Espacial Europea (ESA) va arribar a Mart el 2003. Es va endur el mòdul d'aterratge Beagle 2, que no se sent després d'haver estat posat en llibertat i va ser declarat perdut al febrer de 2004. El Beagle 2 va ser localitzat el gener de 2015 mitjançant la càmera HiRISE de la Mars Reconnaissance Orbiter (MRO) de la NASA que va aterrar amb seguretat, però no es van poder desplegar plenament els seus plafons solars i l'antena. A principis de 2004 l'equip del Planetary Fourier Spectrometer de la Mars Express va anunciar que l'orbitador havia detectat metà en l'atmosfera marciana. L'ESA va anunciar al juny de 2006 el descobriment d'aurores a Mart.
El gener de 2004, la NASA va enviar dos vehicles exploradors de la Mars Exploration Rovers nomenats Spirit (MER-A) i Opportunity (MER-B) va aterrar a la superfície de Mart. Tots dos han assolit o superat tots els seus objectius. Entre els més significatius retorns científics hi ha hagut proves concloents que va existir aigua líquida en algun moment en el passat en els dos llocs d'aterratge. Remolins de pols marcians i tempestes de vent a vegades han netejat els panells solars de tots dos vehicles exploradors i, per tant, l'augment de la seva vida útil. El vehicle explorador Spirit (MER-A) va estar actiu fins al 2010, quan va deixar d'enviar dades.
El 10 de març de 2006, la sonda Mars Reconnaissance Orbiter (MRO) de la NASA va arribar a l'òrbita i va dur a terme un estudi científic de dos anys. L'orbitador va començar a cartografiar el terreny marcià i alhora per trobar llocs d'aterratge adequats per a missions futures dels mòduls d'aterratge. L'MRO va trencar la primera imatge d'una sèrie d'allaus actives prop del pol Nord del planeta, els científics ho van dir el 3 de març de 2008.
La missió Mars Science Laboratory va ser llançada el 26 de novembre de 2011 i es va lliurar el vehicle explorador Curiosity, a la superfície de Mart el 6 d'agost de 2012 UTC. És el més gran i el més avançat que els Mars Exploration Rovers, amb una velocitat de fins a 90 metres per hora. Els instruments d'abord inclouen un làser capaç d'analitzar la composició de les roques a una distància de fins a 7 metres.
L'Indian Space Research Organization (ISRO) va llançar el seu Mars Orbiter Mission (MOM) el 5 de novembre de 2013. Es va introduir amb èxit en l'òrbita de Mart el 24 de setembre de 2014. L'ISRO de l'Índia és la quarta agència espacial en arribar a Mart, després del programa espacial soviètic, la NASA i l'ESA.
Índia es va convertir en el primer país a aconseguir amb èxit en el seu intent inaugural, que una nau espacial es posés en l'òrbita de Mart.
L'ExoMars Trace Gas Orbiter va arribar a Mart el 2016 i va desplegar el Schiaparelli EDM lander, un mòdul de descens de proves amb èxit parcial. Va impactar violentament contra la superfície, però va transmetre dades durant el descens.
El mòdul espacial InSight està previst que aterri el 26 de novembre de 2018.

## Propostes de missions tripulades

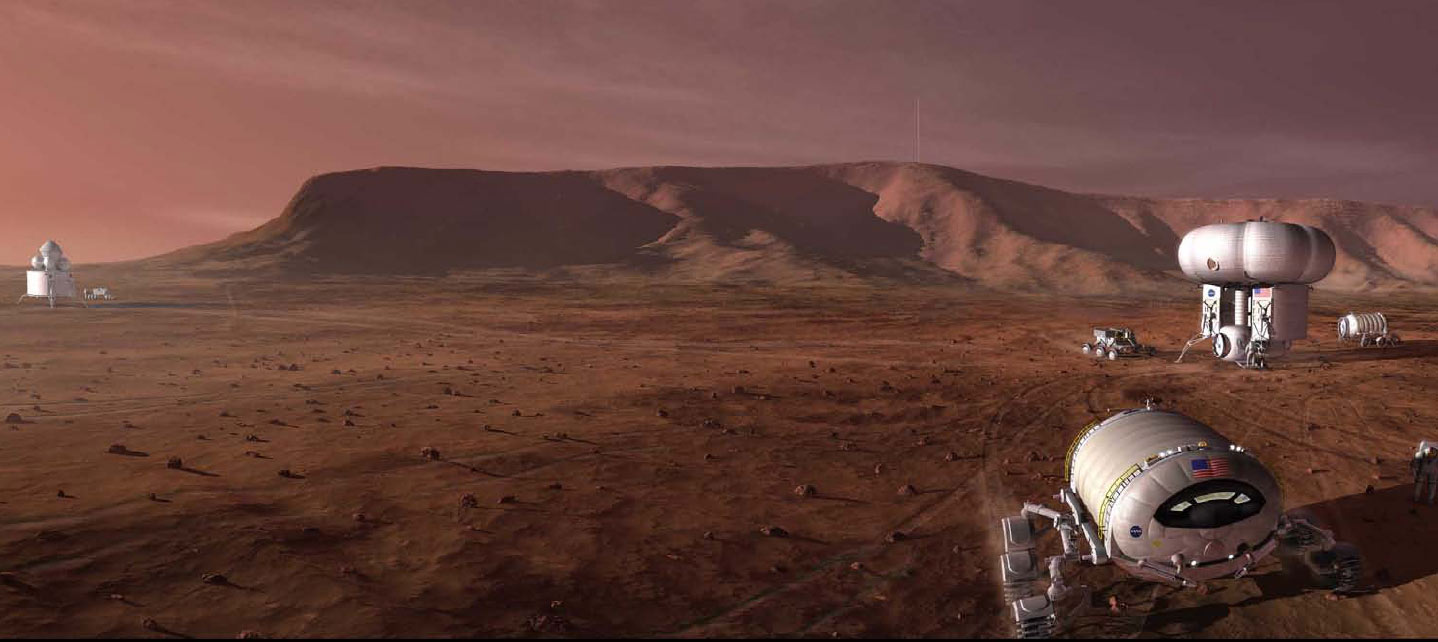
Concepte per a la NASA de la Missió de Disseny de l'Arquitectura de Referència 5.0 (2009)

Moltes persones han defensat durant molt de temps una missió humana a Mart com el següent pas lògic per a un programa espacial humà després de l'exploració lunar. A part del prestigi que aquesta missió portaria, els defensors argumenten que els éssers humans podrien ser fàcilment capaços de superar els exploradors robòtics, el que justifica la despesa. L'enginyer aeroespacial Bob Zubrin és un dels proponents d'aquestes missions. Alguns crítics sostenen que els robots no tripulats poden funcionar millor que els éssers humans a una fracció del cost. Si hi ha vida a Mart, una missió humana podria contaminar per la introducció de microbis terrestres, de manera que l'exploració robòtica seria preferible. Una llista de les missions humanes hipotètiques o proposades a Mart humanes es troba a missió humana a Mart. Vegeu també, colonització de Mart.

### ESA
L'ESA té previst aterrar a Mart amb humans entre 2030 i 2035.Això serà precedit per sondes cada vegada més grans, començant amb el llançament de la sonda ExoMars i la Mars sample return mission planejada de forma conjunta per la NASA i per l'ESA.

### NASA
L'exploració humana pels Estats Units va ser identificada com un objectiu a llarg termini en la Vision for Space Exploration anunciada el 2004 pel llavors president dels Estats Units George W. Bush. La nau espacial Orion està previst que s'utilitzi per enviar una expedició humana cap a la Lluna de la Terra per a l'any 2020 com a punt de partida per a una expedició a Mart. El 28 de setembre de 2007, l'administrador de la NASA Michael Griffin va dir que la NASA té com a objectiu posar a una persona a Mart pel 2037.
El 2 de desembre de 2014, el Director de Sistemes d'Exploració Avançada Humana i Operacions de la Missió Jason Crusan de la NASA i el diputat de l'Administrador Associat per a Programes, James Reuthner; van anunciar suport provisional per al Boeing "Affordable Mars Mission Design", que inclou la protecció contra la radiació, la gravetat artificial centrífuga, reabastament de subministraments en trànsit i un mòdul d'aterratge que pugui tornar. Reuthner va suggerir que si el finançament adequat era imminent, la missió proposada s'espera per a principis de la dècada de 2030.

### SpaceX
L'objectiu a llarg termini de la corporació privada SpaceX és l'establiment de vols rutinaris a Mart per permetre la colonització. Amb aquest propòsit, la companyia està desenvolupant Starship, una nau espacial capaç de transportar tripulacions a Mart i altres cossos celestes, juntament amb el seu reforç Super Heavy. El 2017 SpaceX va anunciar els plans d'enviar dues naus espacials sense tripulació a Mart per al 2022, seguides de dos vols sense tripulació més i dos vols amb tripulació el 2024. Està previst que Starship tingui una càrrega útil d'almenys 100 tones. Starship està dissenyat per utilitzar una combinació de frenada aerodinàmica i descens propulsiu, utilitzant combustible produït a partir d'una instal·lació in situ a Mart. A principis de 2021, el programa de desenvolupament Starship ha experimentat amb èxit diversos prototips de Starship. El més notable, Starship SN8, que va completar amb èxit el seu descens estable i va voltejar abans d'aterrar. Es pretén utilitzar un enfocament similar a Mart.

### Zubrin
Mars Direct, és una missió humana de baix cost proposada per Robert Zubrin, fundador de la Mars Society, faria servir de càrrega pesada dels coets de classe Saturn V, com l'Ares V, per saltar construcció orbital, LEO rendezvous, i dipòsits de combustible lunar. Una proposta modificada, anomenada "Mart per estar-hi", no implica la devolució dels primers exploradors d'immigrants immediatament, si alguna vegada va a la (veure colonització de Mart).

## Dificultats de les sondes

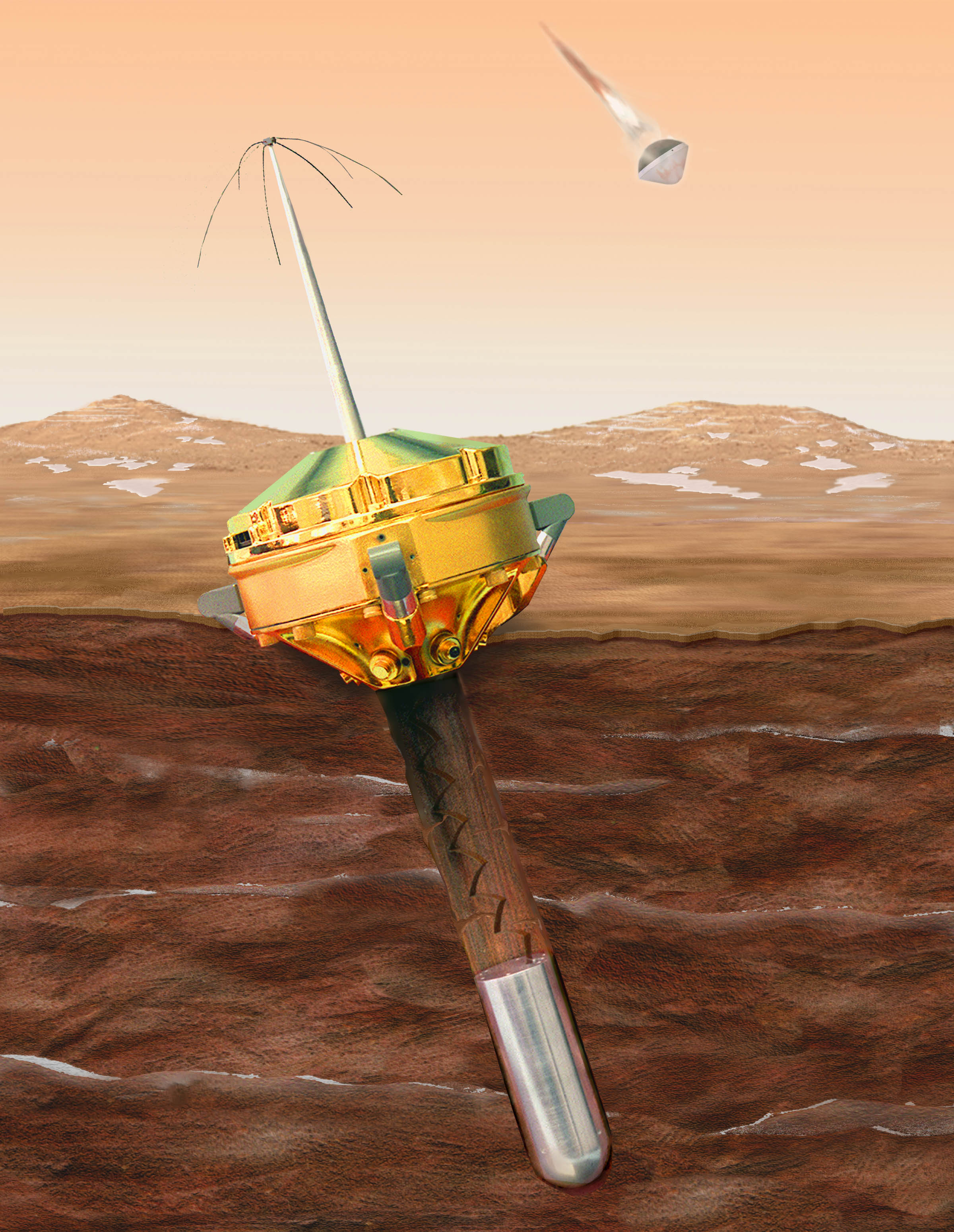
Tecnologia Deep Space 2

El desafiament, la complexitat i la durada de les missions a Mart fan probable que els errors es poden produir. L'alta taxa de fracàs de les missions llançades des de la Terra en intentar explorar Mart, va ser informalment anomenat per la "maledicció de Mart" ("Mars Curse") o "maledicció marciana" ("Martian Curse"). La frase "Galàctica de l'esperit necròfag" (en anglès "Galactic Ghoul") o "Gran galàxia de l'esperit necròfag" (en anglès "Great Galactic Ghoul"), en referència a un monstre de l'espai fictici que subsisteix en una dieta de sondes a Mart, va ser encunyat el 1997 per la revista Time pel periodista Donald Neff, i és de vegades utilitzat de broma per "explicar" les recurrents dificultats.
Dues sondes soviètiques van ser enviades a Mart el 1988 com a part del Programa Phobos. La Phobos 1 operada amb normalitat fins a una sessió de comunicacions que s'esperava el 2 de setembre de 1988 que no es va produir. El problema es remunta a un error de programari, que va desactivar els propulsors d'actitud provocant panells solars les naus espacials 'que no té sentit més temps al sol, les bateries d'ozó de la Phobos 1. La Phobos 2 operada normalment al llarg de la seva travessa i les fases d'inserció orbital de Mart el 29 de gener de 1989, la recopilació de dades sobre el Sol, medi interplanetari, Mart i Fobos. Poc abans de la fase final de la missió, durant la qual la nau espacial era acostar-se a menys de 50 m de la superfície de Fobos i alliberar dos mòduls d'aterratge, un mòbil 'tremuja', l'altra una plataforma estacionària, el contacte amb la Phobos 2 es va perdre. La missió va acabar quan el senyal de la nau espacial no va poder ser recuperat amb èxit el 27 març 1989. La causa de la fallada es va determinar que era un mal funcionament de l'ordinador de bord.
Només uns pocs anys després, el 1992 la Mars Observer, va ser llançat per la NASA, fallit quan s'apropava a Mart. La Mars 96, un orbitador llançat el 16 de novembre de 1996 per Rússia va fracassar, quan no es va produir la segona cremada prevista de la quarta etapa del bloc D-2.
Després de l'èxit del Global Surveyor i Pathfinder, una altra sèrie de fracassos es va produir el 1998 i 1999, amb l'orbitador japonès Nozomi i els penetradors de la NASA la Mars Climate Orbiter, la Mars Polar Lander, i la Deep Space 2, totes aquestes sondes va patir de diversos errors fatals. La Mars Climate Orbiter es va caracteritzar per barrejar unitats nord-americanes habituals amb les unitats mètriques, fent que l'orbitador cremés en entrar a l'atmosfera marciana.

## Cronologia de l'exploració de Mart
Font:

### Totals
| Tipus de missió   | Taxa d'èxit | Intents totals | Èxit | Èxit parcial | Fracàs del llançament | Error en ruta | Error en orbitar / terra |
| ----------------- | ----------- | -------------- | ---- | ------------ | --------------------- | ------------- | ------------------------ |
| Sobrevol          | 45%         | 11             | 5    | 0            | 4                     | 2             | 0                        |
| Orbitador         | 50%         | 23             | 10   | 2            | 5                     | 3             | 3                        |
| Mòdul d'aterratge | 53%         | 15             | 7    | 1            | 0                     | 3             | 4                        |
| Rover             | 66%         | 6              | 4    | 0            | 0                     | 0             | 2                        |
| Retorn de mostres | 0%          | 1              | 0    | 0            | 0                     | 1 (Fobos)     | 0                        |
| Total             | 53%         | 55             | 26   | 3            | 9                     | 8             | 9                        |

### Estadístiques anuals
Aquest gràfic enumera els llançaments a Mart, altres dues consideracions la duració la missió. Per exemple, no es van llançar moltes missions a finals de la dècada de 1970, però aquest era un moment en què el programa Viking tenia dos orbitadors i dos mòduls de descens actius a Mart, i un aterrador va romandre actiu fins al 1982. Una altra consideració és la mida i l'esforç de cada missió.
- fracàs
- èxit parcial
- reeixit
- en trànsit
- planificat

### Cronologia
Schiaparelli EDM lander || 14 març 2016 || 19 octubre 2016 ||Actualment operativa || Mòdul de descens || Error en l'aterratge

| Missió (1960–1969)          | Llançament             | Arribada a Mart        | Finalització             | Elements                                                                        | Desenllaç |
| --------------------------- | ---------------------- | ---------------------- | ------------------------ | ------------------------------------------------------------------------------- | --- |
| Mars 1M No.1                | 10 d'octubre de 1960   |                        | 10 d'octubre de 1960     | Sobrevol                                                                        | Fracàs del llançament |
| Mars 1M No.2                | 14 d'octubre de 1960   |                        | 14 d'octubreOctober 1960 | Sobrevol                                                                        | Fracàs del llançament |
| Mars 2MV-4 No.1             | 24 d'octubre de 1962   |                        | 24 d'octubre de 1962     | Sobrevol                                                                        | Es va trencar poc després del llançament                                                                                              |
| Mars 1                      | 1 de novembre de 1962  |                        | 21 de març de 1963       | Sobrevol                                                                        | Algunes dades recollides, però van perdre el contacte abans d'arribar a Mart, sobrevol a aproximadament 193.000 km                    |
| Mars 2MV-3 No.1             | 4 de novembre de 1962  |                        | 19 de gener de 1963      | Mòdul d'aterratge                                                               | Errada en sortir de l'òrbita terrestre                                                                                                |
| Mariner 3                   | 5 de novembre de 1964  |                        | 5 de novembre de 1964    | Sobrevol                                                                        | L'incompliment durant el llançament va arruïnar la trajectòria                                                                        |
| Mariner 4                   | 28 de novembre de 1964 | 14 de juliol de 1965   | 21 de desembre de 1967   | Sobrevol                                                                        | Amb èxit (21 van ser retordanes) |
| Zond 2                      | 30 de novembre de 1964 |                        | Maig de 1965             | Sobrevol                                                                        | La comunicació es va perdre tres mesos abans d'arribar a Mart                                                                         |
| Mariner 6                   | 25 de febrer de 1969   | 31 de juliol de 1969   | agost de 1969            | Sobrevol                                                                        | Amb èxit |
| Mariner 7                   | 27 de març de 1969     | 5 d'agost de 1969      | agost de 1969            | Sobrevol                                                                        | Amb èxit |
| Mars 2M No.521              | 27 de març de 1969     |                        | 27 de març de 1969       | Orbitador                                                                       | Fracàs del llançament |
| Mars 2M No.522              | 2 d'abril de 1969      |                        | 2 d'abril de 1969        | Orbitador                                                                       | Fracàs del llançament |
| Missió (1970–1989)          | Llançament             | Arribada a Mart        | Finalització             | Elements                                                                        | Desenllaç |
| Mariner 8                   | 8 de maig de 1971      |                        | 8 de maig de 1971        | Orbitador                                                                       | Fracàs del llançament |
| Kosmos 419                  | 10 de maig de 1971     |                        | 12 de maig de 1971       | Orbitador                                                                       | Fracàs del llançament |
| Mariner 9                   | 30 de maig de 1971     | 13 de novembre de 1971 | 27 d'octubre de 1972     | Orbitador                                                                       | Amb èxit (primera òrbita reeixida) |
| Mars 2                      | 19 May 1971            | 27 November 1971       | 22 August 1972           | Orbitador                                                                       | Amb èxit |
| Mars 2                      | 19 May 1971            | 27 November 1971       | 27 de novembre de 1971   | Mòdul d'aterratge, vehicle explorador                                           | Es va estavellar en la superfície de Mart                                                                                             |
| Mars 3                      | 28 de maig de 1971     | 2 de desembre de 1971  | 22 d'agost de 1972       | Orbitador                                                                       | Amb èxit |
| Mars 3                      | 28 de maig de 1971     | 2 de desembre de 1971  | 2 de desembre de 1971    | Mòdul d'aterratge, vehicle explorador                                           | Èxit parcial. Primer aterratge reeixit; va aterrar suaument però va cessar la transmissió en 15 segons                                |
| Mars 4                      | 21 de juliol de 1973   | 10 de febrer de 1974   | 10 de febrer de 1974     | Orbitador                                                                       | No es va poder entrar en òrbita, va fer un sobrevol proper                                                                            |
| Mars 5                      | 25 de juliol de 1973   | 2 de febrer de 1974    | 21 de febrer de 1974     | Orbitador                                                                       | Èxit parcial. Va entrar òrbita i va retornar de dades, però no d'aquí de 9 dies                                                       |
| Mars 6                      | 5 d'agost de 1973      | 12 de març de 1974     | 12 de març de 1974       | Mòdul d'aterratge                                                               | Èxit parcial. Les dades van tornar durant el descens, però no després d'aterrar a Mart                                                |
| Mars 7                      | 9 d'agost de 1973      | 9 de març de 1974      | 9 de març de 1974        | Mòdul d'aterratge                                                               | La sonda d'aterratge es va separar prematurament; va entrar en una òrbita heliocèntrica                                               |
| Viking 1                    | 20 d'agost de 1975     | 20 de juliol de 1976   | 17 d'agost de 1980       | Orbitador                                                                       | Amb èxit |
| Viking 1                    | 20 d'agost de 1975     | 20 de juliol de 1976   | 13 de novembre de 1982   | Lander                                                                          | Amb èxit |
| Viking 2                    | 9 de setembre de 1975  | 3 de setembre de 1976  | 25 de juliol de 1978     | Orbitador                                                                       | Amb èxit |
| Viking 2                    | 9 de setembre de 1975  | 3 de setembre de 1976  | 11 d'abril de 1980       | Mòdul d'aterratge                                                               | Amb èxit |
| Phobos 1                    | 7 de juliol de 1988    |                        | 2 de setembre de 1988    | Orbitador                                                                       | Contacte perdut mentre es dirigia a Mart                                                                                              |
| Phobos 1                    | 7 de juliol de 1988    |                        | Mòdul d'aterratge        | No desplegat                                                                    | |
| Phobos 2                    | 12 de juliol de 1988   | 29 de gener de 1989    | 27 de març de 1989       | Orbitador                                                                       | Èxit parcial: va entrar òrbita i va retornar algunes dades. El contacte es va perdre just abans de desplegament de mòduls d'aterratge |
| Phobos 2                    | 12 de juliol de 1988   | 29 de gener de 1989    |                          | Mòduls d'aterratge                                                              | No desplegat |
| Missió (1990–1999)          | Llançament             | Arribada a Mart        | Finalització             | Elements                                                                        | Desenllaç |
| Mars Observer               | 25 de setembre de 1992 | 24 d'agost de 1993     | 21 d'agost de 1993       | Orbitador                                                                       | Perdut el contacte just abans de l'arribada                                                                                           |
| Mars Global Surveyor        | 7 de novembre de 1996  | 11 de setembre de 1997 | 5 de novembre de 2006    | Orbitador                                                                       | Amb èxit |
| Mars 96                     | 16 de novembre de 1996 |                        | 17 de novembre de 1996   | Orbitador, mòdul d'aterratge, penetrador                                        | Fracàs del llançament |
| Mars Pathfinder             | 4 de desembre de 1996  | 4 de juliol de 1997    | 27 de setembre de 1997   | Mòdul d'aterratge, mòdul d'aterratge                                            | Amb èxit |
| Nozomi (Planet-B)           | 3 de juliol de 1998    |                        | 9 de desembre de 2003    | Orbitador                                                                       | Les complicacions durant el trajecte; mai va entrar en òrbita                                                                         |
| Mars Climate Orbiter        | 11 de desembre de 1998 | 23 de setembre de 1999 | 23 de setembre de 1999   | Orbitador                                                                       | Es va estavellar en la superfície a causa de la confusió de la mètrica imperial                                                       |
| Mars Polar Lander           | 3 de gener de 1999     | 3 de desembre de 1999  | 3 de desembre de 1999    | Mòdul d'aterratge                                                               | Va caure a la superfície a causa de les incorrectes proves de maquinari                                                               |
| Deep Space 2 (DS2)          | 3 de gener de 1999     | 3 de desembre de 1999  | 3 de desembre de 1999    | Mòduls d'aterratge resistents                                                   | Va caure a la superfície a causa de les incorrectes proves de maquinari                                                               |
| Missió (2000–2009)          | Llançament             | Arribada a Mart        | Finalització             | Elements                                                                        | Desenllaç |
| 2001 Mars Odyssey           | 7 d'abril de 2001      | 24 d'octubre de 2001   | Actualment operativa     | Orbitador                                                                       | Amb èxit |
| Mars Express                | 2 de juny de 2003      | 25 de desembre de 2003 | Actualment operativa     | Orbitador                                                                       | Amb èxit |
| Beagle 2                    | 2 de juny de 2003      | 25 de desembre de 2003 | 6 de febrer de 2004      | Mòdul d'aterratge                                                               | Èxit parcial. Va aterrar sense problemes però no va aconseguir desplegar plenament, bloquejant l'accés a les antenes de ràdio.        |
| MER-A Spirit                | 10 de juny de 2003     | 4 de gener de 2004     | 22 de març de 2011       | Vehicle explorador                                                              | Amb èxit |
| MER-B Opportunity           | 7 de juliol de 2003    | 25 de gener de 2004    | Actualment operativa     | Vehicle explorador                                                              | Amb èxit |
| Rosetta                     | 2 de març de 2004      | 25 de febrer de 2007   | Actualment operativa     | Sobrevol/Gravetat per ajudar en el camí cap al cometa 67P/Churyumov-Gerasimenko | L'èxitós sobrevol de Mart. |
| Mars Reconnaissance Orbiter | 12 d'agost de 2005     | 10 de març de 2006     | Actualment operativa     | Orbitador                                                                       | Amb èxit |
| Phoenix                     | 4 d'agost de 2007      | 25 de maig de 2008     | 10 de novembre de 2008   | Mòdul d'aterratge                                                               | Amb èxit |
| Dawn                        | 27 de setembre de 2007 | 17 de febrer de 2009   | Actualment operativa     | Assistència gravitacional cap a Vesta                                           | Amb èxit |
| Missió (2010–2019)          | Llançament             | Arribada a Mart        | Finalització             | Elements                                                                        | Desenllaç |
| Fobos-Grunt                 | 8 de novembre de 2011  |                        | 8 de novembre de 2011    | Fobos Mòdul d'aterratge, de retorn de mostres del satèl·lit Fobos               | Errada en sortir de l'òrbita terrestre. Va caure a la Terra.                                                                          |
| Yinghuo-1                   | 8 de novembre de 2011  |                        | 8 de novembre de 2011    | Orbitador                                                                       | Errada en sortir de l'òrbita terrestre. Va caure a la Terra.                                                                          |
| MSL Curiosity               | 26 de novembre de 2011 | 6 d'agost de 2012      | Actualment operativa     | Vehicle explorador                                                              | Amb èxit |
| Mars Orbiter Mission        | 5 de novembre de 2013  | 24 de setembre de 2014 | Actualment operativa     | Orbitador                                                                       | En òrbita i operativa |
| MAVEN                       | 18 de novembre de 2013 | 22 de setembre de 2014 | Actualment operativa     | Orbitador                                                                       | En òrbita i operativa |
| / ExoMars Trace Gas Orbiter | 14 març 2016           | 19 octubre 2016        | Actualment operativa     | Orbitador                                                                       | En òrbita i operativa |
| InSight & MarCO             | 5 maig 2018            | 26 novembre 2018       | Actualment operativa     | Mòdul de descens i dos CubeSats de sobrevol                                     | En òrbita i operativa |

### Futures missions
| Name      | Llançament estimat                    | Elements                                                 | Notes                                                                                        |
| --------- | ------------------------------------- | -------------------------------------------------------- | -------------------------------------------------------------------------------------------- |
| 2018      | Mòdul d'aterratge, vehicle explorador | Mòdul d'aterratge rus utilitzat per l'ESA ExoMars rover. |                                                                                              |
| Mars 2020 | 2020                                  | Vehicle explorador                                       | Objectius d'astrobiologia; el vehicle explorador es basa en el vehicle explorador Curiosity. |

#### Propostes en estudi
| Nom                                 | Llançament estimat | Elements                                         | Notes |
| ----------------------------------- | ------------------ | ------------------------------------------------ | --- |
| precursor MetNet precursor          | 2015 o després     | Prova del mòdul d'aterratge d'impacte individual | Precursor de la xarxa multimòdul d'aterratge.                                                                                                |
| MetNet                              | després precursor  | Xarxa Multimòdul d'aterratge                     | Mesuraments meteorològiques simultànies en diverses ubicacions.                                                                              |
| Mangalyaan 2                        | 2018               | Orbitador, mòdul d'aterratge                     | Orbitador Mars i mòdul d'aterratge llançat per un llançador GSLV.                                                                            |
| Mars One Demo                       | Gener de 2016      | Mòdul d'aterratge                                | Es proposa que la primera demostració per al seu llançament serà per l'any 2016.                                                             |
| Mars One ComSat                     | 2016               | Orbitador                                        | Comunicacions per satèl·lit. |
| Mars Geyser Hopper                  | 2016               | Mòdul d'aterratge                                | Tindria la capacitat de volar o "saltar" almenys dues vegades des de la seva ubicació d'aterratge i reposicionar a prop d'un guèiser de CO₂. |
| Inspiration Mars Foundation         | 5 de gener de 2018 | Sobrevol tripulat                                | Missió privada per enviar dos humans al voltant de Mart en una trajectòria de retorn lliure, sense aterrar.                                  |
| Mars One Rover                      | 2018               | Vehicle explorador                               | Vehicle explorador per seleccionar la ubicació de la colònia.                                                                                |
| Icebreaker Life                     | 2018 o 2020        | Mòdul d'aterratge estacionari                    | Sobre la base del mòdul d'aterratge Phoenix del 2008, seria fer proves d'astrobiologia en el gel sota de la superfície.                      |
| PADME                               | 2020               | Orbitador                                        | Seria estudiar Fobos i Deimos |
| Sample return                       | 2020               | Vehicle explorador, retorn de mostres            | Aterratge en el 2020, mostra de sòl retornades en el 2030.                                                                                   |
| Mars One                            | 2021               | 6 mòduls d'aterratge, vehicle explorador         | Dues unitats d'habitatge, dues unitats de suport vital i dues unitats de subministrament, amb un segon vehicle explorador.                   |
| EIAST spaceship to Mars             | 2021               | Sobrevol                                         | Es convertiria en la primera sonda àrab a Mart.                                                                                              |
| Red Dragon                          | 2022               | Mòdul d'aterratge                                | Coet Falcon Heavy amb una càpsula Dragon; cercaria biosenyals.                                                                               |
| Xarxa de l'Agència Espacial Europea | 2022               | 3 Mòduls d'aterratge                             | Concepte de xarxa meteorològica. |
| Phootprint                          | 2022               | Mòdul d'aterratge i mòdul d'ascens               | Missió de retorn de mostres de les llunes marcianes.                                                                                         |
| Mars 2022                           | 2022               | Orbitador                                        | Comunicacions de parada |
| Mars One                            | 2022               | Missió tripulada                                 | Colònia. |
| Mars One "Team Two"                 | 2025               | Missió tripulada                                 | Four more colonists. |
| MELOS-1                             | Dècada de 2020     | Orbitador, mòdul d'aterratge                     | Seria estudiar la geologia i l'atmosfera. |
| Mars-Grunt                          | Dècada de 2020     | Orbitador, mòdul d'aterratge, mòdul d'ascens     | Llançament individual de retorn de mostres de Mart.                                                                                          |
| BOLD                                | Dècada de 2020     | 6 mòduls d'aterratge                             | La Biological Oxidant and Life Detection seria realitzar proves de astrobiologia sota la superfície del sòl marcià.                          |

### Conceptes no desenvolupats
- Mars 4NM i Mars 5NM – projectes destinats per la Unió Soviètica per la feixuga Marsokhod (l'any 1973 d'acord amb el pla inicial de 1970) i de retorn de mostres de Mart (previst pel 1975) les missions amb el llançament de coets N1 que mai havia volat amb èxit.[162]
- Voyager – EUA, 1970 - Dos orbitadors i dos mòduls d'aterratge, llançat per un sol coet Saturn V.
- Mars Aerostat – Missió del globus rus / francès,[163] inicialment previst per a la finestra de llançament del 1992, posposat pel 1994 i després pel 1996 abans de ser cancel·lat.[164]
- Mars Environmental Survey – conjunt de 16 mòduls d'aterratge que estava previst pel 1999-2009
- Mars-98 – Missió russa que incloïa un orbitador, un mòdul d'aterratge, i un vehicle explorador, prevista per al 1998 oportunitat de llançament
- Mars Surveyor 2001 Lander – octubre de 2001 – Mars lander (reformat, es va convertir en el Phoenix lander)
- Beagle 3 – Missió britànica del 2009 del mòdul d'aterratge destinat a buscar la vida, passada o present.
- NetLander- 2007 o 2009 – Mars netlanders
- Mars Telecommunications Orbiter – setembre de 2009 – L'orbitador Mars per a les telecomunicacions
- Mars Astrobiology Explorer-Cacher – 2018 vehicle explorador
- Kitty Hawk – Micromissió d'avió a Mart, proposta pel 17 de desembre de 2003, del centenari del primer vol dels germans Wright.[165] El seu finançament va ser finalment donat al projecte Mars Network del 2003.[166]
- Tumbleweed rover.[167]